# Jeff Rouse
Jeffrey „Jeff“ Norman Rouse (* 6. Februar 1970 in Fredericksburg, Virginia) ist ein ehemaliger US-amerikanischer Schwimmer.
Rouse startete für die Stanford University. Im Jahr 1991 wurde er Weltmeister über 100 m Rücken. Bei den Olympischen Spielen 1992 in Barcelona konnte er seinen Weltmeistertitel mit der Silbermedaille über 100 m Rücken bestätigen, mit der 4 × 100-m-Lagenstaffel gelang ihm dann der Olympiasieg. Vier Jahre später bei den heimischen Spielen in Atlanta schaffte er sowohl über 100 m Rücken als auch mit der Lagenstaffel den Gewinn der Goldmedaille.
Im Jahr 2001 wurde er in die Ruhmeshalle des internationalen Schwimmsports aufgenommen.